# Beduèr
Beduèr (en francès Béduer) és un municipi francès situat al departament de l'Òlt i a la regió d'Occitània.

## Demografia
| 1962                                       | 1968 | 1975 | 1982 | 1990 | 1999 | 2006 |
| ------------------------------------------ | ---- | ---- | ---- | ---- | ---- | ---- |
| 419                                        | 426  | 454  | 516  | 596  | 623  | 708  |
| Des de 1962: població sense dobles comptes |      |      |      |      |      |      |

## Administració
| Període   | Identitat       | Partit |
| --------- | --------------- | ------ |
| 1983-2001 | Jean Hirondelle |        |
| 2001-2008 | Gabriel Soursou |        |
| 2008-     | Jean Hirondelle |        |